# Hyphoderma involutum
Hyphoderma involutum är en svampart som först beskrevs av H.S. Jacks. & Dearden, och fick sitt nu gällande namn av Hjortstam & Ryvarden 1979. Hyphoderma involutum ingår i släktet Hyphoderma och familjen Meruliaceae.  Arten är reproducerande i Sverige. Inga underarter finns listade i Catalogue of Life.